# Alyona Lanskaya
Alyona Lanskaya (en bielorruso: Алёна Ланская; Maguilov, 7 de septiembre de 1985) es una cantante bielorrusa, ganadora del concurso "Slaviansi Bar in Vítebsk". Representó a Bielorrusia en el Festival de la Canción de Eurovisión 2013 en Malmö.

## Carrera

### Eurofest 2012
Luego de avanzar en la semifinal del 21 de diciembre de 2011, calificó para una de las finales del Eurofest 2012. El 14 de febrero de 2012, obtuvo el honor de representar a Bielorrusia en el Festival de la Canción de Eurovisión 2012, en Bakú con la canción "All My Life". Pero, el 24 de febrero, se anunció que Lanskaya estaba descalificada después de una investigación conducida por Alexander Lukashenko por su "injusta" victoria en el Eurofest, luego de que circularon rumores de que sus productores habían manipulado el televoto dándole 12 puntos y la victoria, en consecuencia. En respuesta, Lukashenko ordenó una inmediata investigación que luego confirmó los rumores. Fue reemplazada por la banda Litesound, que había obtenido el segundo lugar.

### Eurofest 2013
Luego de su descalificación en 2012, Alyona intentó otra vez representar a Bielorrusia en 2013 con la canción "Rhythm of love". El 7 de diciembre de 2012, Lanskaya volvió a ganar la final nacional, obteniendo los 12 puntos del público y jurado por lo que obtuvo el derecho a representar a Bielorrusia en el Festival de la Canción de Eurovisión 2013 en Malmö, Suecia. Tras ganar el Eurofest, decidió cambiar la canción con la que acudiría a Eurovisión por "Solayoh", escrita por Mark Paelinck.

### Festival de Eurovisión 2013
En el festival celebrado en Malmö, a Lanskaya le correspondió por sorteo actuar en la primera semifinal, donde obtuvo el pase a la final con el séptimo puesto. En la final celebrada el 18 de mayo, Lanskaya finalizó en 16º lugar.